# Zelleria ribesella
Zelleria ribesella is een vlinder uit de familie van de stippelmotten (Yponomeutidae). De wetenschappelijke naam van de soort werd in 1904 gepubliceerd door Busck.